# 自白诗
自白诗是在1950年代与1960年代流行於美国的一种诗歌，内容為自传体，题材包括精神疾病、性、自杀。著名的自白诗人包括安妮·塞克斯顿和希薇亚·普拉斯等。